# Oreobates simmonsi
Lynchius simmonsi là một loài ếch trong họ Strabomantidae; it was formerly placed in the "Leptodactylidae" assemblage.
Nó được tìm thấy ở Ecuador và có thể Peru. Môi trường sống tự nhiên của chúng là rừng mây ẩm nhiệt đới và cận nhiệt đới. Nó bị đe dọa do mất môi trường sống.